# Speech Level Singing
Speech Level Singing（スピーチ・レベル・シンギング、SLS）は、アメリカ合衆国のボイストレーナー、セス・リッグスによって考案された発声法。ヨーロッパ、アジア圏ではまだなじみが薄いが、アメリカではマイケル・ジャクソン、マドンナ等のアーティストが使用している。2005年現在、米国において特許出願中であり、毎年数種類のテストをパスしているボイストレーナーだけが得られる、指導者向けのライセンスを発行している。「近年ライセンスが無いにもかかわらずSpeech Level Singingを指導するボイストレーナーも見られるが、現在Speech Level Singingを理解し、正しく指導できるのはSpeech Level Singins社HP内のFind A Teacherに名前が記載されているボイストレーナーだけである」としている。